# ジム・リグルマン
ジェームス・デビッド・リグルマン（James David Riggleman, 1952年11月9日 - ）は、アメリカ合衆国ニュージャージー州バーリントン郡フォートディックス出身の元プロ野球選手（三塁手、外野手）、監督。右投右打。2022年より、独立リーグ・パイオニアリーグに所属するビリングス・マスタングスの監督を務めている。

## 経歴

### 現役時代
1974年のMLBドラフト4巡目（全体93位）でロサンゼルス・ドジャースから指名され、プロ入り。1976年のシーズン中にセントルイス・カージナルスへ移籍した。しかし、メジャー昇格は果たせないまま1981年限りで現役を引退した。

### 引退後
1983年にカージナルスのA級監督となり、指導者としてのキャリアをスタートさせた。その後、カージナルスのAA級、サンフランシスコ・ジャイアンツのAA級、サンディエゴ・パドレスのAAA級で監督経験を積んだ。

### MLB監督時代
1992年のシーズン終盤に解任されたグレッグ・リドック前監督に代わってパドレスの監督に就任する。1994年までパドレスを指揮し、1995年からはシカゴ・カブスの監督に就任した。カブスでは5シーズン指揮を採り、1998年にはワイルドカードでのプレーオフ進出を果たし、ナショナルリーグの最優秀監督賞の投票で3位に入った。翌1999年は地区最下位に終わり、監督の座から退いた。
翌2000年はクリーブランド・インディアンスのチャーリー・マニエル監督の下で三塁コーチ、2001年から2004年まではドジャースのジム・トレーシー監督の下でベンチコーチを務めた。
2008年はシアトル・マリナーズのベンチコーチに就任し、4年ぶりに現場復帰を果たした。6月19日にジョン・マクラーレン監督が解任されてからは、代わりに監督を務めた。シーズン終了後、ワシントン・ナショナルズのベンチコーチに就任した。
2009年7月12日に成績不振でマニー・アクタ監督が解任されると、監督に昇格した。新たなベンチコーチにはマリナーズ時代の上司であるマクラーレンを招聘した。
2011年6月23日、突如辞任を表明。翌年の契約オプションに関する話し合いを球団側が拒んだことが原因だと語った。その後、ジャイアンツの特命スカウトに就任した。
2012年はシンシナティ・レッズ傘下のAA級ペンサコーラ・ブルーワフーズの監督に就任し、20年ぶりにマイナーリーグで采配を振るった。
2015年からはレッズの三塁コーチを務めた。
2018年4月19日にブライアン・プライス監督の解任に伴って監督代行に就任し、シーズン終了まで務めた。
2019年はニューヨーク・メッツのベンチコーチに就任したが、1年限りで退団した。
2022年シーズンより、独立リーグ・パイオニアリーグに所属するビリングス・マスタングスの監督に就任した。

## 詳細情報

### 年度別監督成績
| 年度      | 球団      | 地区      | 年齢      | 試合 | 勝利 | 敗戦 | 勝率 | 順位/チーム数 | 備考          | ポストシーズン 勝敗 |
| --------- | --------- | --------- | --------- | ---- | ---- | ---- | ---- | ------------- | ------------- | ------------------- |
| 1992      | SD        | NL 西     | 39歳      | 12   | 4    | 8    | .333 | 3 / 6         | 9月23日〜     |                     |
| 1993      | SD        | NL 西     | 40歳      | 162  | 61   | 101  | .377 | 7 / 7         |               |                     |
| 1994      | SD        | NL 西     | 41歳      | 117  | 47   | 70   | .402 | 4 / 4         |               |                     |
| 1995      | CHC       | NL 中     | 42歳      | 144  | 73   | 71   | .507 | 3 / 5         |               |                     |
| 1996      | CHC       | NL 中     | 43歳      | 162  | 76   | 86   | .469 | 4 / 5         |               |                     |
| 1997      | CHC       | NL 中     | 44歳      | 162  | 68   | 94   | .420 | 5 / 5         |               |                     |
| 1998      | CHC       | NL 中     | 45歳      | 163  | 90   | 73   | .552 | 2 / 6         | NLDS敗退      | 0勝3敗              |
| 1999      | CHC       | NL 中     | 46歳      | 162  | 67   | 95   | .414 | 6 / 6         |               |                     |
| 2008      | SEA       | AL 西     | 55歳      | 90   | 36   | 54   | .400 | 4 / 4         | 6月20日〜     |                     |
| 2009      | WSH       | NL 東     | 56歳      | 75   | 33   | 42   | .440 | 5 / 5         | 7月16日〜     |                     |
| 2010      | WSH       | NL 東     | 57歳      | 162  | 69   | 93   | .426 | 5 / 5         |               |                     |
| 2011      | WSH       | NL 東     | 58歳      | 75   | 38   | 37   | .507 | 3 / 5         | 開幕〜6月23日 |                     |
| 2018      | CIN       | NL 中     | 65歳      | 144  | 64   | 80   | .444 | 5 / 5         | 4月19日〜     |                     |
| MLB：13年 | MLB：13年 | MLB：13年 | MLB：13年 | 1630 | 726  | 904  | .445 |               |               | 0勝3敗              |

### 背番号
- 5（1989年 - 1990年、1995年 - 1999年、2001年 - 2002年、2009年 - 2011年）
- 8（1992年 - 1994年）
- 16（2000年）
- 25（2003年）
- 56（2004年）
- 47（2008年）
- 35（2015年 - 2018年）
- 50（2019年）